# Critics’ Choice Super Award/Bester Horrorfilm

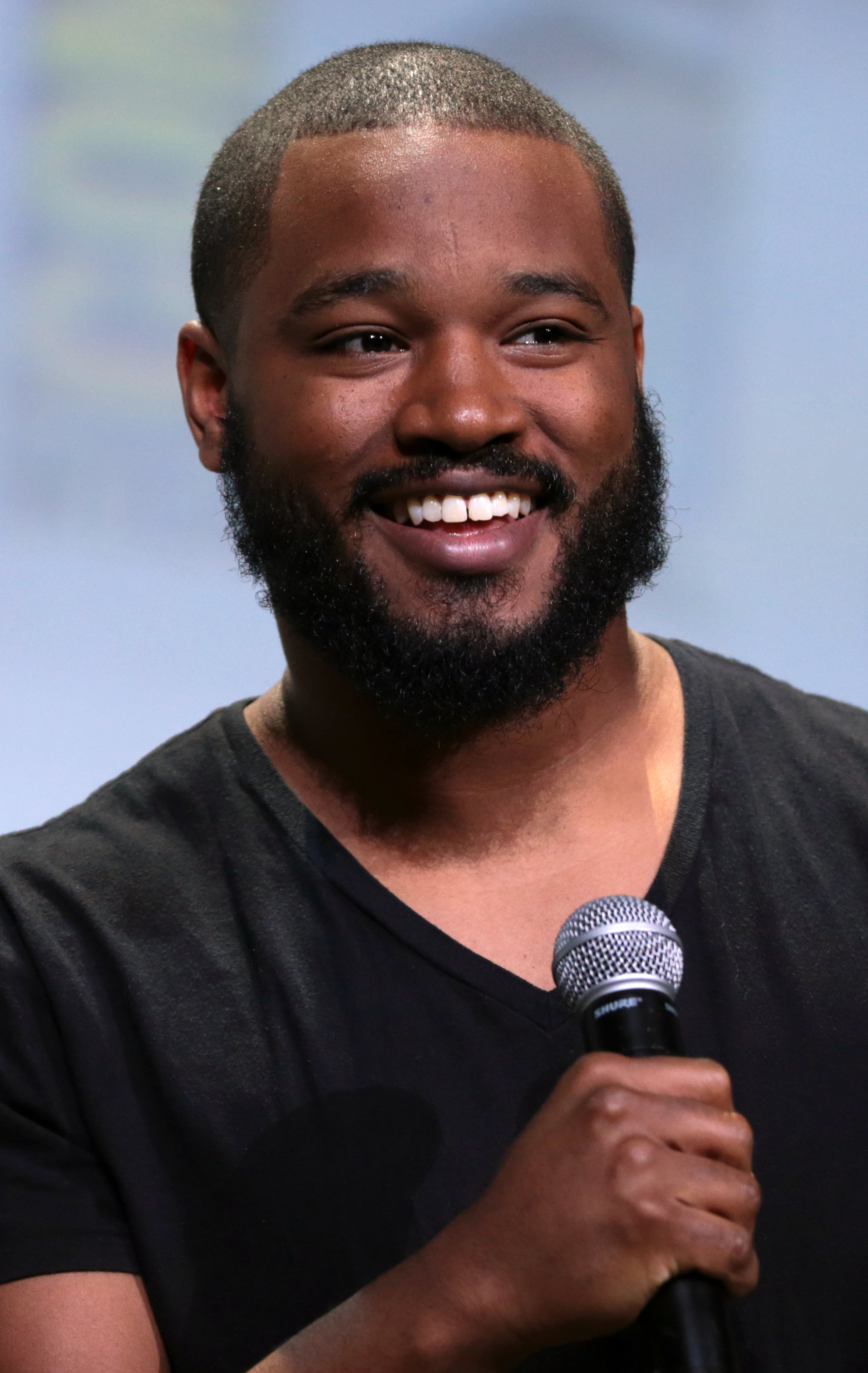
Ryan Coogler, Regisseur des 2025 prämierten Films Blood & Sinners

Der Critics’ Choice Super Award in der Kategorie Bester Horrorfilm (Originalbezeichnung: Best Horror Movie) ist eine der Auszeichnungen, die jährlich in den Vereinigten Staaten von der Critics Choice Association (CCA) verliehen werden. Mit ihr werden die Produzenten der besten Horrorfilme des vergangenen Jahres geehrt. Die Kategorie wurde 2021 ins Leben gerufen.

## Statistik
Die Kategorie Bester Horrorfilm wurde zur ersten Verleihung im Januar 2021 geschaffen. Seitdem wurden an 15 verschiedene Produzenten eine Gesamtanzahl von 15 Preisen in dieser Kategorie verliehen. Die ersten Preisträger waren Jason Blum und Kylie du Fresne, die 2021 für die Produktion von Der Unsichtbare ausgezeichnet wurden. Die bisher letzten Preisträger waren Ryan Coogler, Zinzi Coogler und Sev Ohanian, die 2025 für die Produktion von Blood & Sinners geehrt wurden.
| Statistik                          | Produzent       | Anzahl | Jahre                  |
| ---------------------------------- | --------------- | ------ | ---------------------- |
| Häufigste Nominierungen (* = Sieg) | Jason Blum      | 4      | 2021* (2×), 2023, 2024 |
| Häufigste Nominierungen ohne Sieg  | Jacob Jaffke    | 2      | 2023 (2×)              |
|                                    | Harrison Kreiss | 2      | 2023 (2×)              |
|                                    | Kevin Turen     | 2      | 2023 (2×)              |
|                                    | Ti West         | 2      | 2023 (2×)              |
|                                    | James Wan       | 2      | 2022, 2024             |
|                                    | Tim Bevan       | 2      | 2022, 2025             |
|                                    | Eric Fellner    | 2      | 2022, 2025             |

## Gewinner und Nominierte
Die unten aufgeführten Filme werden mit ihrem deutschen Verleihtitel (sofern ermittelbar) angegeben, danach folgt in Klammern in kursiver Schrift der fremdsprachige Originaltitel. Die Nennung des Originaltitels entfällt, wenn deutscher und fremdsprachiger Filmtitel identisch sind. Die Gewinner stehen hervorgehoben in fetter Schrift an erster Stelle.
2021
Der Unsichtbare (The Invisible Man) – Produktion: Jason Blum und Kylie du Fresne
Freaky – Produktion: Jason Blum
Relic – Dunkles Vermächtnis (Relic) – Produktion: Jake Gyllenhaal, Riva Marker, Anna McLeish und Sarah Shaw
Tod im Strandhaus (The Rental) – Produktion: Dave Franco, Elizabeth Haggard, Teddy Schwarzman, Ben Stillman, Christopher Storer und Joe Swanberg
Sputnik – Es wächst in dir (Спутник, Sputnik) – Produktion: Alexander Andrjuschtschenko, Fjodor Bondartschuk, Pawel Burja, Wjatscheslaw Murugow, Murad Osmann, Ilja Stjuart und Michail Wrubel
2022
A Quiet Place 2 (A Quiet Place: Part II) – Produktion: Michael Bay, Andrew Form, Brad Fuller und John Krasinski
Candyman – Produktion: Ian Cooper, Jordan Peele und Win Rosenfeld
Last Night in Soho – Produktion: Tim Bevan, Eric Fellner, Nira Park und Edgar Wright
Malignant – Produktion: Michael Clear und James Wan
The House at Night (The Night House) – Produktion: David S. Goyer, Keith Levine und John Zois
Titane – Produktion: Amaury Ovise und Jean-Christophe Reymond
2023
Barbarian – Produktion: Roy Lee, J. D. Lifshitz, Raphael Margules und Arnon Milchan
The Black Phone – Produktion: Jason Blum, C. Robert Cargill und Scott Derrickson
Speak No Evil (Gæsterne) – Produktion: Jacob Jarek
Pearl – Produktion: Jacob Jaffke, Harrison Kreiss, Kevin Turen und Ti West
Smile – Siehst du es auch? (Smile) – Produktion: Marty Bowen, Wyck Godfrey, Isaac Klausner und Robert Salerno
X – Produktion: Jacob Jaffke, Harrison Kreiss, Kevin Turen und Ti West
2024
Talk to Me  – Produktion: Kristina Ceyton und Samantha Jennings
Evil Dead Rise – Produktion: Robert G. Tapert
M3GAN – Produktion: Jason Blum und James Wan
Scream VI – Produktion: Paul Neinstein, William Sherak und James Vanderbilt
When Evil Lurks (Cuando acecha la maldad) – Produktion: Fernando Díaz
2025
Blood & Sinners (Sinners) – Produktion: Ryan Coogler, Zinzi Coogler und Sev Ohanian
Bring Her Back – Produktion: Kristina Ceyton und Samantha Jennings
Heretic – Produktion: Scott Beck, Julia Glausi, Stacey Sher, Jeanette Volturno und Bryan Woods
Longlegs – Produktion: Nicolas Cage, Dave Caplan, Chris Ferguson, Dan Kagan  und Brian Kavanaugh-Jones
Nosferatu – Der Untote (Nosferatu) – Produktion: Chris Columbus, Eleanor Columbus, Robert Eggers, John Graham und Jeff Robinov
The Substance – Produktion: Tim Bevan, Coralie Fargeat und Eric Fellner